# Emanuele del Liechtenstein
Emanuele del Liechtenstein (Vienna, 3 febbraio 1700 – Vienna, 15 gennaio 1771) fu principe ereditario del Liechtenstein. Egli fu inoltre padre e fratello di due principi del Liechtenstein.

## Biografia

### Giovinezza
Emanuele era figlio secondogenito del principe Filippo Erasmo del Liechtenstein (11 settembre 1664 – 13 gennaio 1704) e di sua moglie, la contessa Cristina Teresa di Löwenstein-Wertheim-Rochefort (12 ottobre 1665 – 14 aprile 1730). Egli era quindi fratello di Giuseppe Venceslao del Liechtenstein del quale fu principe ereditario sino alla sua prematura scomparsa.
Nel 1749 venne insignito dell'Ordine del Toson d'oro come 734° cavaliere.

### Matrimonio
Emanuele sposò la contessa Maria Anna Antonia di Dietrichstein-Weichselstädt, baronessa di Hollenburg e Finkenstein (Graz, 10 settembre 1706 - Vienna, 7 gennaio 1777) il 14 gennaio 1726 a Vienna. La coppia ebbe tredici figli di cui il maggiore divenne Principe regnante del Liechtenstein alla morte del fratello di Emanuele, deceduto senza eredi sopravvissutigli. Il secondogenito, Carlo, fu capostipite della cosiddetta "linea carolina" della casata dei Principi del Liechtenstein.

### Morte
Il principe Emanuele morì a Vienna il 15 gennaio 1771.
Non avendo avuto figli propri, il principe Giuseppe Venceslao del Liechtenstein alla sua morte nominò suo successore suo nipote Francesco Giuseppe, figlio primogenito di suo fratello Emanuele.

## Discendenza
Il principe Emanuele e la contessa Maria Anna Antonia di Dietrichstein-Weichselstädt ebbero:
- Francesco Giuseppe (1726–1781), principe del Liechtenstein sposò la contessa Maria Leopoldina di Sternberg ed ebbe discendenza
- Carlo Borromeo (1730–1789), sposò la principessa Maria Eleonora di Oettingen-Spielberg ed ebbe discendenza
- Filippo Giuseppe Francesco Maria (Vienna, 8 settembre 1731 - Praga, 6 maggio 1757), morto senza eredi e senza essersi mai sposato
- Emanuele Giuseppe Bartolomeo Antonio (Vienna, 24 agosto 1732 - Vienna, 20 dicembre 1738)
- Giovanni Giuseppe Simplicio (Vienna, 2 marzo 1734 - Vienna, 18 febbraio 1781), morto senza eredi e senza essersi mai sposato
- Antonio Giuseppe Giovanni Acazio (Vienna, 22 giugno 1735 - Vienna, 6 maggio 1737)
- Giuseppe Vencesla Ladislao (Vienna, 28 giugno 1736 - Vienna, 20 marzo 1739)
- Maria Amalia Susanna (Vienna, 11 agosto 1737 - Milano, 20 ottobre 1787), sposò a Vienna il 25 febbraio 1754 in prime nozze Giovanni Sigismondo Federico, II principe di Khevenhüller-Metsch (Vienna, 23 febbraio 1732 - Klagenfurt, 15 giugno 1801), ed ebbe discendenza
- Maria Anna Teresa (Vienna, 15 ottobre 1738 - Vienna, 29 maggio 1814), sposò a Mährisch-Kromau il 23 maggio 1754 il conte Emanuel Philibert von Waldstein-Wartenberg (Vienna, 2 febbraio 1731 - Trebitsch, 22 maggio 1775), ed ebbe discendenza
- Francesca Saveria Maria (Vienna, 27 novembre 1739 - Vienna, 17 maggio 1821), sposò a Feldsberg il 6 agosto 1755 il principe Carlo Giuseppe di Ligne, ed ebbe discendenza
- Maria Cristina Anna (Vienna, 1 settembre 1741 - Vienna, 30 aprile 1819), sposò a Vienna il 18 maggio 1761 il conte Francesco Ferdinando Kinsky von Wchinitz und Tettau (Vienna, 8 dicembre 1738 - 7 aprile 1806), ed ebbe discendenza
- Maria Teresa Anna (Vienna, 1 settembre 1741 - Vienna, 30 giugno 1766), sposò a Vienna il 24 aprile 1763 il conte Károly József Pálffy de Erdőd, cancelliere d'Ungheria (1735–1816) (Vienna, 1 ottobre 1735 - Vienna, 25 maggio 1816), ed ebbe discendenza
- Giuseppe Leopoldo Sebastiano Emanuele (Vienna, 21 gennaio 1743 - Gaya, India, 31 dicembre 1771), morto senza eredi e senza essersi mai sposato

## Ascendenza
|                                                  |                                                    |                                               | Genitori                                   |  |  | Nonni |  |  | Bisnonni                    |  |  | Trisnonni                     |  |
|                                                  |                                                    |                                               |                                            |  |  |       |  |  | Gundacaro del Liechtenstein |  |  | Hartmann II del Liechtenstein |  |
|                                                  |                                                    |                                               |                                            |  |  |       |  |  | Gundacaro del Liechtenstein |  |  | Hartmann II del Liechtenstein |  |
|                                                  |                                                    | Anna Maria di Ortenburg                       |                                            |  |  |       |  |  | Gundacaro del Liechtenstein |  |  |                               |  |
| Hartmann III del Liechtenstein                   |                                                    |                                               |                                            |  |  |       |  |  | Gundacaro del Liechtenstein |  |  |                               |  |
|                                                  |                                                    | Agnese della Frisia orientale                 | Enno III della Frisia orientale            |  |  |       |  |  |                             |  |  |                               |  |
|                                                  |                                                    | Agnese della Frisia orientale                 | Enno III della Frisia orientale            |  |  |       |  |  |                             |  |  |                               |  |
|                                                  |                                                    | Agnese della Frisia orientale                 | Walburga di Rietberg                       |  |  |       |  |  |                             |  |  |                               |  |
| Filippo Erasmo del Liechtenstein                 |                                                    | Agnese della Frisia orientale                 |                                            |  |  |       |  |  |                             |  |  |                               |  |
|                                                  |                                                    | Ernesto Federico di Salm-Reifferscheidt       | Werner di Salm-Reifferscheidt-Dyck         |  |  |       |  |  |                             |  |  |                               |  |
|                                                  |                                                    | Ernesto Federico di Salm-Reifferscheidt       | Werner di Salm-Reifferscheidt-Dyck         |  |  |       |  |  |                             |  |  |                               |  |
|                                                  |                                                    | Ernesto Federico di Salm-Reifferscheidt       | Maria di Limburg-Stirum                    |  |  |       |  |  |                             |  |  |                               |  |
| Sidonia Elisabetta di Salm-Reifferscheidt        |                                                    | Ernesto Federico di Salm-Reifferscheidt       |                                            |  |  |       |  |  |                             |  |  |                               |  |
|                                                  |                                                    | Maria Ursula di Leiningen-Dagsburg-Falkenburg | Emico IX di Leiningen-Dagsburg-Falkenburg  |  |  |       |  |  |                             |  |  |                               |  |
|                                                  |                                                    | Maria Ursula di Leiningen-Dagsburg-Falkenburg | Emico IX di Leiningen-Dagsburg-Falkenburg  |  |  |       |  |  |                             |  |  |                               |  |
|                                                  |                                                    | Maria Ursula di Leiningen-Dagsburg-Falkenburg | Ursula di Fleckenstein                     |  |  |       |  |  |                             |  |  |                               |  |
| Emanuele del Liechtenstein                       |                                                    | Maria Ursula di Leiningen-Dagsburg-Falkenburg |                                            |  |  |       |  |  |                             |  |  |                               |  |
|                                                  | Giovanni Dietrich di Löwenstein-Wertheim-Rochefort | Luigi III di Löwenstein                       |                                            |  |  |       |  |  |                             |  |  |                               |  |
|                                                  | Giovanni Dietrich di Löwenstein-Wertheim-Rochefort | Luigi III di Löwenstein                       |                                            |  |  |       |  |  |                             |  |  |                               |  |
|                                                  | Giovanni Dietrich di Löwenstein-Wertheim-Rochefort | Anna di Stolberg-Königstein                   |                                            |  |  |       |  |  |                             |  |  |                               |  |
| Federico Carlo di Löwenstein-Wertheim-Rochefort  | Giovanni Dietrich di Löwenstein-Wertheim-Rochefort |                                               |                                            |  |  |       |  |  |                             |  |  |                               |  |
|                                                  |                                                    | Giuseppina de La Marck                        | Filippo de La Marck                        |  |  |       |  |  |                             |  |  |                               |  |
|                                                  |                                                    | Giuseppina de La Marck                        | Filippo de La Marck                        |  |  |       |  |  |                             |  |  |                               |  |
|                                                  |                                                    | Giuseppina de La Marck                        | Caterina di Manderscheid-Virneburg         |  |  |       |  |  |                             |  |  |                               |  |
| Cristina Teresa di Löwenstein-Wertheim-Rochefort |                                                    | Giuseppina de La Marck                        |                                            |  |  |       |  |  |                             |  |  |                               |  |
|                                                  |                                                    | Egon VIII di Fürstenberg-Heiligenberg         | Federico di Fürstenberg-Heiligenberg       |  |  |       |  |  |                             |  |  |                               |  |
|                                                  |                                                    | Egon VIII di Fürstenberg-Heiligenberg         | Federico di Fürstenberg-Heiligenberg       |  |  |       |  |  |                             |  |  |                               |  |
|                                                  |                                                    | Egon VIII di Fürstenberg-Heiligenberg         | Elisabetta di Sulz                         |  |  |       |  |  |                             |  |  |                               |  |
| Anna Maria di Fürstenberg                        |                                                    | Egon VIII di Fürstenberg-Heiligenberg         |                                            |  |  |       |  |  |                             |  |  |                               |  |
|                                                  |                                                    | Anna Maria di Hohenzollern-Hechingen          | Giovanni Giorgio di Hohenzollern-Hechingen |  |  |       |  |  |                             |  |  |                               |  |
|                                                  |                                                    | Anna Maria di Hohenzollern-Hechingen          | Giovanni Giorgio di Hohenzollern-Hechingen |  |  |       |  |  |                             |  |  |                               |  |
|                                                  |                                                    | Anna Maria di Hohenzollern-Hechingen          | Francesca di Salm-Neufville                |  |  |       |  |  |                             |  |  |                               |  |
|                                                  |                                                    | Anna Maria di Hohenzollern-Hechingen          |                                            |  |  |       |  |  |                             |  |  |                               |  |